# Ben Tap (politicus)
B.A. (Ben) Tap (1969) is een Nederlands D66-politicus en bestuurder. Sinds 28 maart 2024 is hij burgemeester van Castricum in Noord-Holland.

## Biografie
Tap was in de periode 2014 tot 2019 wethouder Economische Zaken in Hoorn. Hij was toen al politiek actief geweest in de gemeenteraad van Heemskerk. 
Na zijn wethouderschap werd hij directeur van het Regionaal Platform Arbeidsmarktbeleid Noord-Holland Noord. Hij bleef dat tussen 2020 en 2024.
Aanvankelijk zou niet hij, maar Caroline van de Pol burgemeester van Castricum worden. De avond dat haar voorgenomen benoeming bekend werd in Castricum, werd in de gemeenteraad van haar toenmalige gemeente Terschelling een motie van wantrouwen tegen haar aangenomen. Enige tijd later besloot Van de Pol af te zien van het burgemeesterschap in Castricum. Tap was tweede in de voordracht en werd daarna voorgedragen als burgemeester van de Noord-Hollandse kustplaats.
Tap woonde tot zijn burgemeesterschap in Heemskerk, een plaats naast Castricum. Omdat de wet vereist dat een burgemeester in zijn gemeente woont, is Tap in Limmen gaan wonen, dat tot de gemeente Castricum behoort.